# Breznay Béla
Breznay Béla (Barka, 1844. február 10. – Balatonlelle, 1928. április 29.) hittudor, pápai prelátus, egyetemi rendes tanár.

## Élete
Gimnáziumi tanulmányait Kassán, Egerben és Rozsnyón és 1860-tól mint esztergom-főegyházmegyei növendékpap Nagyszombatban végezte; a hittudományt 1863-tól a bécsi egyetemen hallgatta. 1866. július 25-én misés pappá szentelték. Ugyanezen év vége felé a bécsi Augustineumba küldetett és 1870-ben az egyetemen hittudori oklevelet nyert. Ugyanazon évben a budapesti központi papnevelő intézethez tanfelügyelővé és az egyetem hittudományi karához tanárhelyettessé nevezték ki. 1875-ben tudományos célból hosszabb utazást tett Dél-Németországban, Svájcban és Dél-Franciaországban. 1876. augusztus 4-től a budapesti tudományegyetemhez a keresztény erkölcstan nyilvános rendes tanárává nevezték ki. 1879-ben a hittani kar dékánjává választatott, 1893-94-ben az egyetem rektora volt. 1914. szeptember 1-jén vonult nyugdíjba, 1915-ben pápai prelátus és a Szent István Akadémia I. osztályú tagja lett. A párizsi Société bibliographique levelező tagja volt.
Magyar és latin költeményt, értekezést, életrajzot és számos cikket írt az általa szerkesztett és más hírlapokba és folyóiratokba; Magyar Államnak 1878-ig egyházpolitikai munkatársa volt.

## Munkái
- Világos jog, kétes törvény. Mi itt a teendő? Budapest, 1880. (Különnyomat a Religióból.)
- Anecdotorum Petri cardinalis Pázmány specimina duo Ad diem solennem a condita reg. scient. universitate semisaecularem quintum e codd. MSS. excerpta recensuit et praefatus est. Uo. 1885. (Ism. M. Állam 134.)
- Keresztény hitegység, nemzetiség és hazafiság Magyarországban. Polemikus czikkek a Religióból. Uo. 1885.
- «Keresztény karddal kereszténységet a töröknek» a magyar ifjúsághoz. Uo.... (Röpirat.)
- Készüljünk XIII. Leo pápa aranymiséjének jubilaeumára. Uo. 1886.
- De philosophicis, historicis atque literarum studiis per Leonem XIII. pontificem maximum in Hungaria provectis oratio habita... die 30. Dec 1887 in aula academiae religionis catholicae. Bpest.
- Paulai szent Vincze élete. Szent beszéd. Bpest, év n.
- Az isteni, istenes és istenies életről. Uo., 1889.
- A vallás ügyében. Uo., 1891.
- Jézus Krisztus. Adventi gondolatok a kath. öntudat szolgálatában. Uo., 1893.
- A polg. házasság erkölcsi alapja és Mo. jövőjére való kihatása. Uo., 1892. (Klny. Religió)
- XIII. Leó pápa és a magyar nemz. Gyászbeszéd. Uo., 1903.
- A modern kor hajnalán. Hofbauer Szt Kelemen atya élete. Uo., 1912.
- Vallásosság és becsületesség hiánya az oka minden bajnak, a mostani vh-nak is. Az Orsz. Vöröskereszt Egylet balatonlellei fiókjának titkári jelentése 1917-ről. Veszprém, 1918.
- A szavalati és ének-trilógia. Bp., 1919.
- Lelkek ébresztője. Szózat a szétszórt magyarsághoz. Ker. hitbölcselmi tanköltemény. Székesfehérvár, 1925.

Szerkesztette a Kath. Theol. Folyóiratot dr. Aschenbrier és dr. Kanyurszky egyetemi tanárok közreműködésével 1883-84-ben és 1878. aug. 17.-től 1905. dec. 28-ig a Religiót.